# 奧圖循環

奧圖循環的PV圖，Y軸表示壓力，X軸表示體積

奧圖循環（Otto cycle）是理想的熱力學循環，用來描述標準用火星塞點火的往复式发动机，是汽車引擎中最常見的熱力學循環。
奧圖循環是描述固定質量的氣體在壓力、溫度、體積變化、加入熱量及移除熱量下，其狀態的變化。有上述變化的固定質量氣體稱為系統。此處的系統定義為在汽缸內的氣體。奧圖循環是描述系統內發生的變化，也描述系統對環境的影響。以奧圖循環的例子而言，系統對環境的影響是可以產生足夠的功，可以推動車輛及上面的乘客前進。
奧圖循環包括：
PV圖的最上方及最下方：一對近似平行的等熵过程（無摩擦力、绝热过程）
PV圖的左邊及右邊：一對平行的等容过程。
其中等熵的壓縮及膨脹過程，表示其中沒有能量損耗，在過程中也沒有熱會進入系統或是離開系統。因此當時的活塞及气缸被視为是不能傳熱的。在上方的等熵膨脹過程中，系統對外界作功，在下方的等熵壓縮過程中，外界對系統作功，熱是在左邊的加壓過程中進入系統，有些熱在右邊的減壓過程中流出系統。計算後即可得到系統所作的功。
奧圖循環的行程為：
- 行程0–1為空氣注入在定壓下的活塞／汽缸內。
- 行程1–2為空氣絕熱（等熵）壓縮，活塞從下止点（BDC）移動到上止點（TDC）。
- 行程2–3為定容的熱轉換，由外部熱源轉換到工作氣體中，此時活塞在上止点。此行程是用來表示燃料-空氣混合氣點燃和隨後的快速燃燒
- 行程3–4空氣絕熱（等熵）膨脹（動力衝程）
- 行程4–1完成了循環，此行程為定容行程，活塞在下止点，熱被排到空氣中。
- 行程1–0是空氣在定壓下排到大氣中。

奧圖循環包括等熵壓縮、定容下加入熱能、等熵膨脹、定容下熱排到外部。在四行程的奧圖循環中，若考慮技術細節，其實會多二個行程，一個是在定壓下將废热及燃燒後的氣體排到大氣中，另一個則是注入冷的，富含氧氣的空氣到汽缸內。不過在簡化的分析中常會省略這二個行程。這兩個行程在實際引擎的運作中非常重要，和傳熱以及燃燒化學的細節有關。在簡化的分析中，會假設單一行程的體積變化時將廢熱完全排出。